# لى شياو بنغ
لى شياو بنغ (بالصينية: 李小鹏) (Li Xiaopeng) هو لاعب أولمبي لرياضة الجمباز من الصين. شارك في الأولمبياد الصيفي في 2000–2008، وفاز بما مجموعه 5 ميداليات.

## الميداليات
| ذهب | فضة | برونز | المجموع |
| 4   | 0   | 1     | 5       |

## روابط خارجية
- لى شياو بنغ على موقع الاتحاد الدولي للجمباز (licence) (الإنجليزية)
- لى شياو بنغ على موقع الاتحاد الدولي للجمباز (biography) (الإنجليزية)
- لى شياو بنغ على موقع اللجنة الأولمبية الدولية (الإنجليزية)
- لى شياو بنغ على موقع أوليمبيديا (الإنجليزية)
- لى شياو بنغ على موقع اللجنة الأولمبية الصينية (الإنجليزية)